# 2011年夏季世界大學生運動會開幕式
2011年夏季世界大學生運動會开幕式是2011年夏季世界大學生運動會的开幕庆典活动，于2011年8月12日20:00在深圳市深圳灣體育中心举行。

## 节目流程
开幕式节目流程大概如下：
- 国旗進场
  - 中华人民共和国国旗在《走向复兴》的军乐声中由中国人民解放军仪仗队员护送进场
- 升国旗仪式
- 热场演出
  - 倒计时环节完成后，以深圳城市形象雕塑“闯”为灵感设计的巨人推开“城市之门”，欢迎世界各地的运动员
- 运动员進场环节
- 深圳大运会组委会主席和国际大体联主席致辞
- 中国国家主席宣布深圳大运会开幕
- 国际大体联会旗入场，升国际大体联会旗，奏唱国际大体联会歌
- 运动员、裁判员宣誓
- 文藝表演
  - 鲜花礼赞
  - 开门鼓舞
  - 激情之夜
  - 春天的故事
  - 与书共舞
  - 绿道英姿
- 點燃主火炬
  - 最后一棒火炬手刘翔率领五大洲青年点燃场外象征国际大体联标志的“五星”装置，火焰在象征金牌绶带的延伸舞台上前进，最终点燃场外高26米的“书山”火炬塔。

另外，为贯彻节俭理念，本届大运会开幕式的舞台绝大多数都是废旧材料再利用，也没有焰火燃放，而是在LED屏上播放焰火盛放的画面，作为替代。

## 嘉宾入场
- 莫桑比克总统阿曼多·格布扎
- 玻利维亚总统埃沃·莫拉莱斯
- 斐济总统埃佩利·奈拉蒂考
- 斯里兰卡总统馬欣達·拉賈帕克薩
- 埃塞俄比亚总理梅莱斯·泽纳维
- 罗马尼亚总理埃米尔·博克
- 联合国教科文组织总干事伊琳娜·博科娃
- 香港行政长官曾荫权
- 澳门行政长官崔世安
- 中國國民黨荣誉主席连战
- 国际大体联主要执委

## 媒体直播
- 中国中央电视台：综合频道、中文国际频道、体育频道、英语新闻频道、西班牙语频道、法语频道、俄语频道、阿拉伯语频道[1]（综艺频道於21:00重播）
- 深圳广电集团：深圳衛視
- 廣東電視台：廣東衛視、體育頻道
- 广州市广播电视台：廣州台、竞赛台

央視白岩松旁白版本
- 中国中央电视台新聞频道

其他語言旁白版本
- 廣東電視台：新聞頻道
- 深圳广电集团：深圳大運頻道
- 中央人民广播电台：中国之声、中华之声、华夏之声[1]
- 中国国际广播电台部分频道[1]
- 香港無綫電視（TVB）：J2 (翡翠台、明珠台於深夜重播精華)